# Hermann Springer
Hermann Springer (ur. 4 grudnia 1908 w Zurychu, zm. 12 grudnia 1978) – piłkarz szwajcarski grający na pozycji pomocnika. W reprezentacji Szwajcarii rozegrał 37 meczów i zdobył 1 gola.

## Kariera klubowa
Swoją karierę piłkarską Springer rozpoczął w klubie Blue Stars Zurych. W nim zadebiutował w sezonie 1925/1926. W Blue Stars występował do końca sezonu 1933/1934. Latem 1934 przeszedł do Grasshoppers Zurych, gdzie grał do końca swojej kariery, czyli do 1946 roku. Wraz z Grasshoppers wywalczył pięć tytułów mistrza Szwajcarii w latach 1937, 1939, 1942, 1943 i 1945 oraz zdobył siedem Pucharów Szwajcarii w latach 1937, 1938, 1940, 1941, 1942, 1943 i 1946.

## Kariera reprezentacyjna
W reprezentacji Szwajcarii Springer zadebiutował 6 października 1929 w przegranym 0:5 meczu Pucharu im. Dr. Gerö z Czechosłowacją, rozegranym w Pradze. W 1938 roku został powołany do kadry na mistrzostwa świata we Francji. Na nich rozegrał trzy mecze: w 1/8 finału z Niemcami (1:1 i 4:2) oraz ćwierćfinałowy z Węgrami (0:2). Od 1929 do 1946 roku rozegrał w kadrze narodowej 37 meczów i strzelił 1 bramkę.